# Deepak Mondal
Deepak Kumar Mondal (Jamshedpur, 12 ottobre 1979) è un calciatore indiano, difensore svincolato.

## Caratteristiche tecniche
Gioca come difensore centrale, ma può essere impiegato anche come terzino destro o terzino sinistro.

## Carriera

### Club
Comincia a giocare al Tata. Nel 1998 si trasferisce al JCT. Nel 2000 viene acquistato dall'East Bengal. Nel 2005 passa al Mahindra United. Nel 2006 si trasferisce al Mohun Bagan. Nel 2011 viene acquistato dal Prayag United. Nel 2013 si trasferisce allo United Kolkata. Nel 2014, dopo aver giocato con il Mumbai City, viene acquistato dall'East Bengal. Nel 2015 viene prestato al Kerala Blasters. Nel gennaio del 2016 torna all'East Bengal.

### Nazionale
Ha debuttato in Nazionale nel 1999. Ha partecipato, con la Nazionale, alla Coppa d'Asia 2011. Ha collezionato in totale, con la maglia della nazionale, 47 presenze.

## Palmarès

### Club

#### Competizioni nazionali
- I-League: 4

East Bengal: 2000-2001, 2002-2003, 2003-2004
Mahindra United: 2005-2006
- Federation Cup (India): 2

Mohun Bagan: 2006, 2008